# Tmesisternus isabellae
Tmesisternus isabellae är en skalbaggsart som beskrevs av Vollenhoven 1871. Tmesisternus isabellae ingår i släktet Tmesisternus och familjen långhorningar.
Artens utbredningsområde är Irian Jaya. Inga underarter finns listade i Catalogue of Life.